# Bogosski-Gebirge
Das Bogosski-Gebirge (russisch Богосский хребет) ist ein Teilgebirge des Großen Kaukasus in der südrussischen Republik Dagestan.
Der 70 km lange Gebirgszug zweigt vom Hauptkamm des Großen Kaukasus in Richtung Nordnordost ab. Er wird im Westen und Osten von den Tälern der Flüsse Andijskoje Koisu und Awarskoje Koisu begrenzt. Die höchste Erhebung bildet der 4151 m hohe Addala-Schuchgelmeer (Аддала-Шухгельмеэр). Die höchsten Gipfel sind vergletschert. Die Gletscherfläche des Bogosski-Gebirges umfasst 20 km². An den Hängen wächst eine Strauchvegetation aus Xerophyten. Außerdem kommen subalpine und alpine Wiesen vor.
Das Gebirge besteht aus Tonschiefer und Sandstein.